# Hénaménil
Hénaménil ist eine französische Gemeinde mit 149 Einwohnern (Stand 1. Januar 2022) im Département Meurthe-et-Moselle in der Region Grand Est. Sie gehört zum Arrondissement Lunéville und zum Kanton Lunéville-1.
Nachbargemeinden sind Bures im Norden, Coincourt im Nordosten, Parroy im Osten, Crion im Süden, Bauzemont im Westen sowie Bathelémont im Nordwesten.

## Bevölkerungsentwicklung

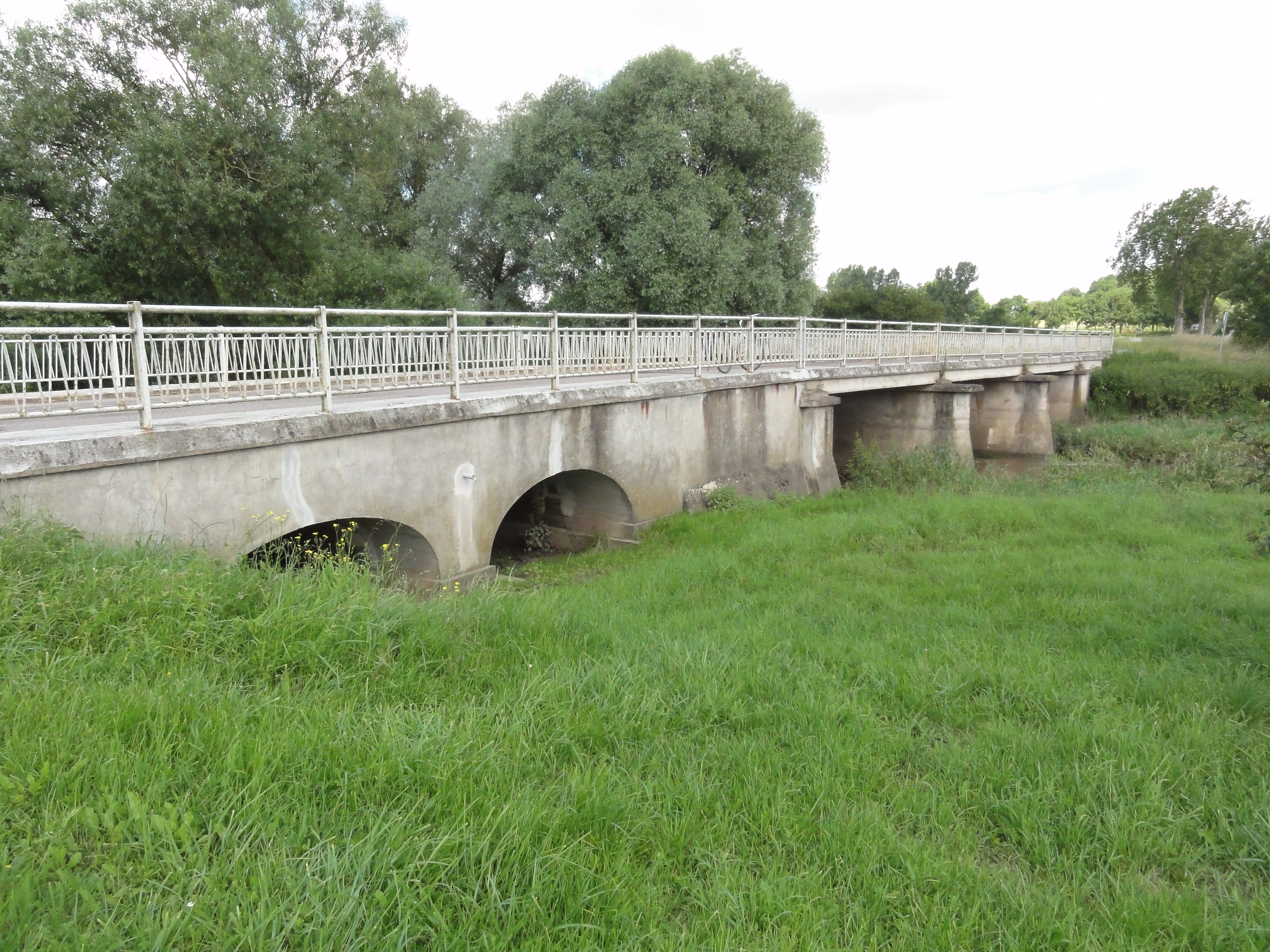
Brücke über den Sânon

| Jahr      | 1962 | 1968 | 1975 | 1982 | 1990 | 1999 | 2008 | 2019 |
| --------- | ---- | ---- | ---- | ---- | ---- | ---- | ---- | ---- |
| Einwohner | 216  | 229  | 184  | 173  | 161  | 191  | 184  | 144  |